# Chydorus bicornutus
Chydorus bicornutus är en kräftdjursart som beskrevs av Doolittle 1909. Chydorus bicornutus ingår i släktet Chydorus och familjen Chydoridae. Inga underarter finns listade i Catalogue of Life.